# Бивер-Крик (тауншип, Миннесота)
Бивер-Крик (англ. Beaver Creek) — тауншип в округе Рок, Миннесота, США. На 2000 год его население составило 391 человек.

## География
По данным Бюро переписи населения США площадь тауншипа составляет 124,9 км², из которых 124,8 км² занимает суша, a вода составляет 0,02 %.

## Демография
По данным переписи населения 2000 года здесь находились 391 человек, 141 домохозяйство и 119 семей. Плотность населения — 3,1 чел./км². На территории тауншипа расположено 145 построек со средней плотностью 1,2 построек на один квадратный километр. Расовый состав населения: 99,23 % белых, 0,26 % коренных американцев, 0,26 % азиатов и 0,26 % приходится на две или более других рас. Испанцы или латиноамериканцы любой расы составляли 0,26 % от популяции тауншипа.
Из 141 домохозяйства в 39,7 % воспитывались дети до 18 лет, в 75,2 % проживали супружеские пары, в 5,0 % проживали незамужние женщины и в 14,9 % домохозяйств проживали несемейные люди. 13,5 % домохозяйств состояли из одного человека, при том 7,1 % из — одиноких пожилых людей старше 65 лет. Средний размер домохозяйства — 2,77, а семьи — 3,03 человека.
28,6 % населения — младше 18 лет, 8,7 % — в возрасте от 18 до 24 лет, 23,0 % — от 25 до 44, 27,1 % — от 45 до 64, и 12,5 % — старше 65 лет. Средний возраст — 39 лет. На каждые 100 женщин приходилось 117,2 мужчин. На каждые 100 женщин старше 18 приходилось 114,6 мужчин.
Средний годовой доход домохозяйства составлял 43 750 долларов, а средний годовой доход семьи — 50 625 долларов. Средний доход мужчин — 27 500 долларов, в то время как у женщин — 22 083. Доход на душу населения составил 18 384 доллара. За чертой бедности находились 3,6 % семей и 6,0 % всего населения тауншипа, из которых 6,7 % младше 18 и 14,5 % старше 65 лет.